# AppVeyor
AppVeyor — распределённый веб-сервис непрерывной интеграции, предназначенный для сборки и тестирования программного обеспечения расположенного на GitHub и других сервисах хранения исходного кода (включая GitLab и Bitbucket), использующий виртуальные машины Microsoft Windows и Ubuntu. AppVeyor — частная канадская компания, основанная в 2011 году.
AppVeyor настраивается через веб-интерфейс или посредством добавления файла appveyor.yml, который является текстовым файлом в формате YAML, в корневой каталог репозитория исходного кода.
Azure DevOps включает интеграцию с AppVeyor.
12 ноября 2014 года компания Microsoft опубликовала много частей своего .NET Framework как .NET с открытым исходным кодом на GitHub, а интеграция с AppVeyor была добавлена в некоторые из этих репозиториев.